# Adam Henrich
Adam Henrich (* 19. Januar 1984 in Thornhill, Ontario, Kanada) ist ein kanadischer Eishockeyspieler, der zuletzt in der Saison 2013/14 bei Coventry Blaze in der EIHL in der Position des Stürmers auf dem Eis stand. Sein Bruder Michael ist auch ein professioneller Eishockeyspieler. In Asiago und in Coventry spielten die beiden zusammen in der gleichen Mannschaft.

## Karriere
Adam Henrichs erste Eishockey-Station waren die Don Mills Flyers aus der Greater Toronto Hockey League. Nach einer Saison bei diesen wechselte er zu Brampton Battalion in die OHL. Dort schnürte er für vier Saisons die Schlittschuhe, ehe er zu den Springfield Falcons wechselte. Die Saisons 2004/05 bis 2006/07 spielte der gebürtige Kanadier sowohl für die Falcons als auch für deren Farmteam, die Johnstown Chiefs.

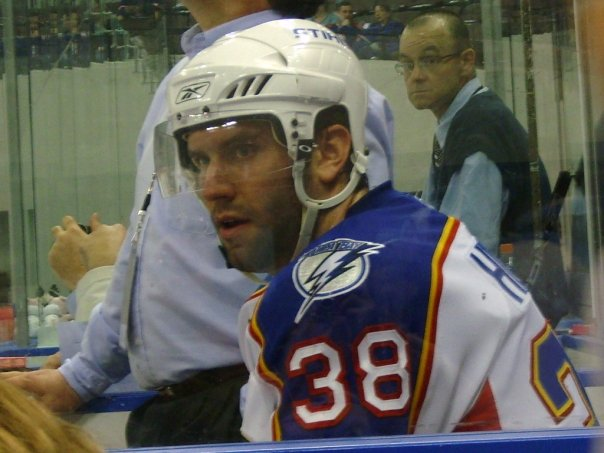
Adam Henrich im Jersey der Norfolk Admirals

Zur Saison 2007/08 unterschrieb Henrich bei den Norfolk Admirals, die wie die Falcons ebenfalls in der AHL spielten. Nach 43 absolvierten Partien verließ er die Admirals und schnürte die Schlittschuhe bei den Wheeling Nailers (ECHL). Er absolvierte dort 12 Spiele, in welchen er 20 Scorerpunkte (10 Tore, 10 Assists) erzielen konnte. Zur neuen Saison 2008/09 wechselte er dann zum höherklassig spielenden Farmpartner der Nailers, den Wilkes-Barre/Scranton Penguins.
In der Saison 2009/10 hatte Adam Henrich ganze vier Spielstationen: Den Anfang machten die Springfield Falcons aus der AHL, bei denen er schon drei Saisons absolviert hatte. Nach fünf Spielen für diese wechselte er wieder in die ECHL zu Ontario Reign. Dort absolvierte er acht Partien. Dann unterschrieb er bei den Cincinnati Cyclones, wo er jedoch nur für zwei Spiele die Schlittschuhe schnürte. Die letzte Station für die Saison waren die Hamburg Freezers, für die er lediglich elf Spiele absolvierte, bevor er für zwei Saisons in die Serie A nach Italien wechselte.
Dort stand er eine Saison (2010/11) für den HC Asiago, die zweite für den HC Alleghe auf dem Eis. In der Saison 2010/11 gehörte der Linksschütze mit 54 Scorerpunkten (23 Tore, 31 Assists) zu den 10 besten Scorern der Liga.  Zur Saison 2012/13 unterschrieb er beim Zweitligisten SC Riessersee und stand für 19 Spiele auf dem Eis, ehe er einem lukrativen Angebot aus England folgte und für die restliche Saison zu Coventry Blaze in die EIHL wechselte. Dort absolvierte Henrich auch die Saison 2013/14 und lief sogar als Assistenzkapitän auf. Zu dieser Saison wechselte auch sein Bruder Michael zu Coventry Blaze.

## Erfolge und Auszeichnungen
- 2002 CHL Top Prospects Game
- 2011 Italienischer Meister mit dem HC Asiago

## Karrierestatistik
(Legende zur Spielerstatistik: Sp oder GP = absolvierte Spiele; T oder G = erzielte Tore; V oder A = erzielte Assists; Pkt oder Pts = erzielte Scorerpunkte; SM oder PIM = erhaltene Strafminuten; +/− = Plus/Minus-Bilanz; PP = erzielte Überzahltore; SH = erzielte Unterzahltore; GW = erzielte Siegtore; 1 Play-downs/Relegation; Kursiv: Statistik nicht vollständig)